# Electrodesecación y legrado
La electrodesecación y curetaje ( EDC, ED & C, o ED+C ) es un procedimiento médico, el cual es comúnmente realizado por dermatólogos, cirujanos y médicos generales para el tratamiento de cánceres de células basales y cánceres de células escamosas cutáneas. Proporciona desecación, coagulación / cauterización y curetaje para lograr la eliminación de lesiones de la piel.

## Procedimiento
Un instrumento redondo sin filo ( legra ) de diferentes tamaños (1 mm a 6 mm) se utiliza para raspar el cáncer hasta la dermis. Luego se detiene el raspado mientras se utiliza a continuación un dispositivo electroquirúrgico como un hyfrecator. La electrocoagulación (electrodesecación) se realiza sobre la úlcera quirúrgica en bruto para desnaturalizar una capa de la dermis y como consiguiente la cureta se usa de nuevo sobre la úlcera quirúrgica para remover la dermis desnaturalizada hasta el tejido vivo. En el caso de los cánceres de piel, la cauterización y la electrodesecación generalmente se realizan hasta tres veces, o hasta que el cirujano esté seguro de que se han logrado márgenes razonables.

## Aplicaciones
- Queratosis seborreica
- verrugas virales
- Enfermedad de Bowens ( carcinoma de células escamosas in situ)
- Granuloma piógeno
- Queratosis actínica
- Carcinoma de células basales
- queratoacantoma
- Papilomas cutáneos

## Tasa de curación
La tasa de curación depende en gran medida del usuario. Cuanto más agresivo sea el cirujano al realizar la EDC, mayor será la tasa de curación. Al igual que la escisión estándar, cuanto más amplio sea el margen quirúrgico, mayor será la tasa de curación. La tasa de curación para el cáncer pequeño es más alta que la tasa de curación para los cánceres más grandes. La tasa de curación del cáncer basocelular nodular es mayor que la del cáncer basocelular infiltrante. Esencialmente, todos los factores de pronóstico que se aplican a la cirugía de Mohs y la escisión quirúrgica estándar también se aplicarán a EDC. 

## Ventajas
El método es rápido y bastante fácil ya que se realiza bajo anestesia local. Usado correctamente, puede permitir un resultado cosmético adecuado a bueno en un tumor pequeño en un área en específico. No se utilizan suturas, por lo que es posible que no sea necesaria una visita de seguimiento. Se requiere un gasto mínimo. Si ocurre una recurrencia, es posible un diagnóstico rápido ya que las raíces están expuestas a la superficie y no enterradas por métodos de cierre quirúrgico (colgajos, etc.).

## Desventajas
Como el margen quirúrgico no está confirmado por patología, este no puede ser confirmado por medio de un informe patológico objetivo. Muchos ( National Comprehensive Cancer Network ) consideran que la tasa de recurrencia de EDC es bastante elevada para lograr su utilización en diferentes regiones faciales y en el cáncer de piel recurrente. En estos casos de recurrencia o de tumores mal definidos se suele abordar con la cirugía micrográfica de Mohs. Mientras es creada la úlcera quirúrgica y es más grande que el tumor original, el tiempo de cicatrización es posible que se retrase y la cicatrización subsiguiente es obvia. 